# Museu Nacional de Ghana
El Museu nacional de Ghana (en anglès: National Museum of Ghana) es troba a la capital de Ghana, la ciutat de Accra. És el major i més antic dels sis museus sota l'administració de la Junta de museus i monuments de Ghana (GMMB per les sigles en anglès).
L'edifici del museu va ser inaugurat el 5 de març 1957 com a part de les celebracions de la independència de Ghana. La inauguració oficial es va dur a terme per la Duquessa de Kent, la princesa Marina. El Primer director del Museu va ser A.W. Lawrence.